# Brünner Bergland

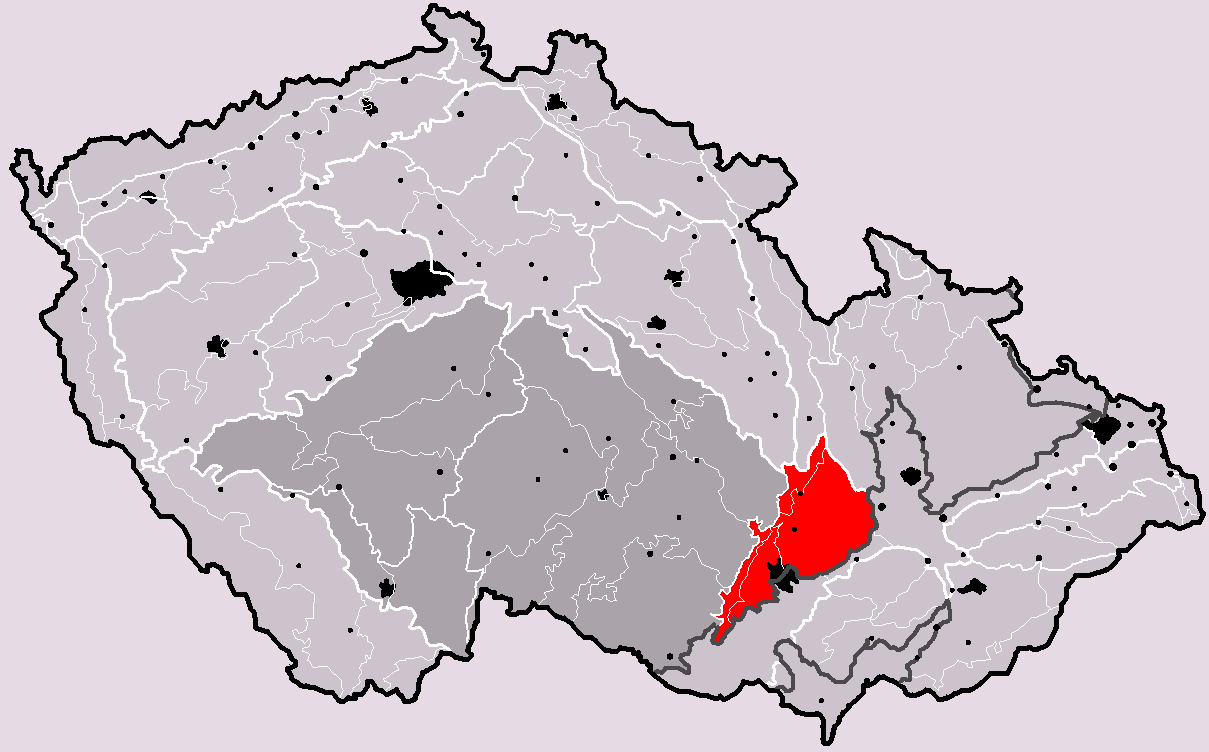
Das Brünner Bergland innerhalb der Geomorphologischen Einteilung Tschechiens

Das Brünner Bergland (tschechisch Brněnská vrchovina) ist eine geomorphologische Untereinheit der Böhmisch-Mährischen Subprovinz (Česko-moravská subprovincie) in Tschechien. Es befindet sich nördlich der Stadt Brünn (Brno) in Mittelmähren. 

## Geographie
Das Brünner Bergland grenzt im Norden an das Adlergebirgs-Gebiet (Orlická oblast) und Altvatergebirgs-Gebiet (Jesenická oblast), im Osten und Süden an die Westlichen Außenkarpatischen Depressionen (Západní Vněkarpatské sníženiny), im Westen an die Böhmisch-Mährische Höhe (Českomoravská vrchovina) und im Nordwesten an das Ostböhmische Tafelland (Východočeská tabule). 
Das Bergland gliedert sich in die Boskowitzer Furche (Boskovická brázda), das Bobrawa-Bergland (Bobravská vrchovina) und das Drahaner Bergland (Drahanská vrchovina). Der bekannteste Teil des Brünner Berglandes ist der zum Drahaner Bergland zugehörige Mährische Karst (Moravský kras).
Die höchste Erhebung bilden mit 735 m ü. M. die in der Konická vrchovina gelegenen Skalky. Der größte Fluss ist die Svitava.